# Osmunda glaucescens
Osmunda glaucescens là một loài dương xỉ trong họ Osmundaceae. Loài này được Link. mô tả khoa học đầu tiên năm 1841.
Danh pháp khoa học của loài này chưa được làm sáng tỏ. 